# Aleiodes schewyrewi
Aleiodes schewyrewi är en stekelart som först beskrevs av Kokujev 1898.  Aleiodes schewyrewi ingår i släktet Aleiodes och familjen bracksteklar. Utöver nominatformen finns också underarten A. s. zaydamensis.